# Park Miniatur „Świat Marzeń” w Inwałdzie

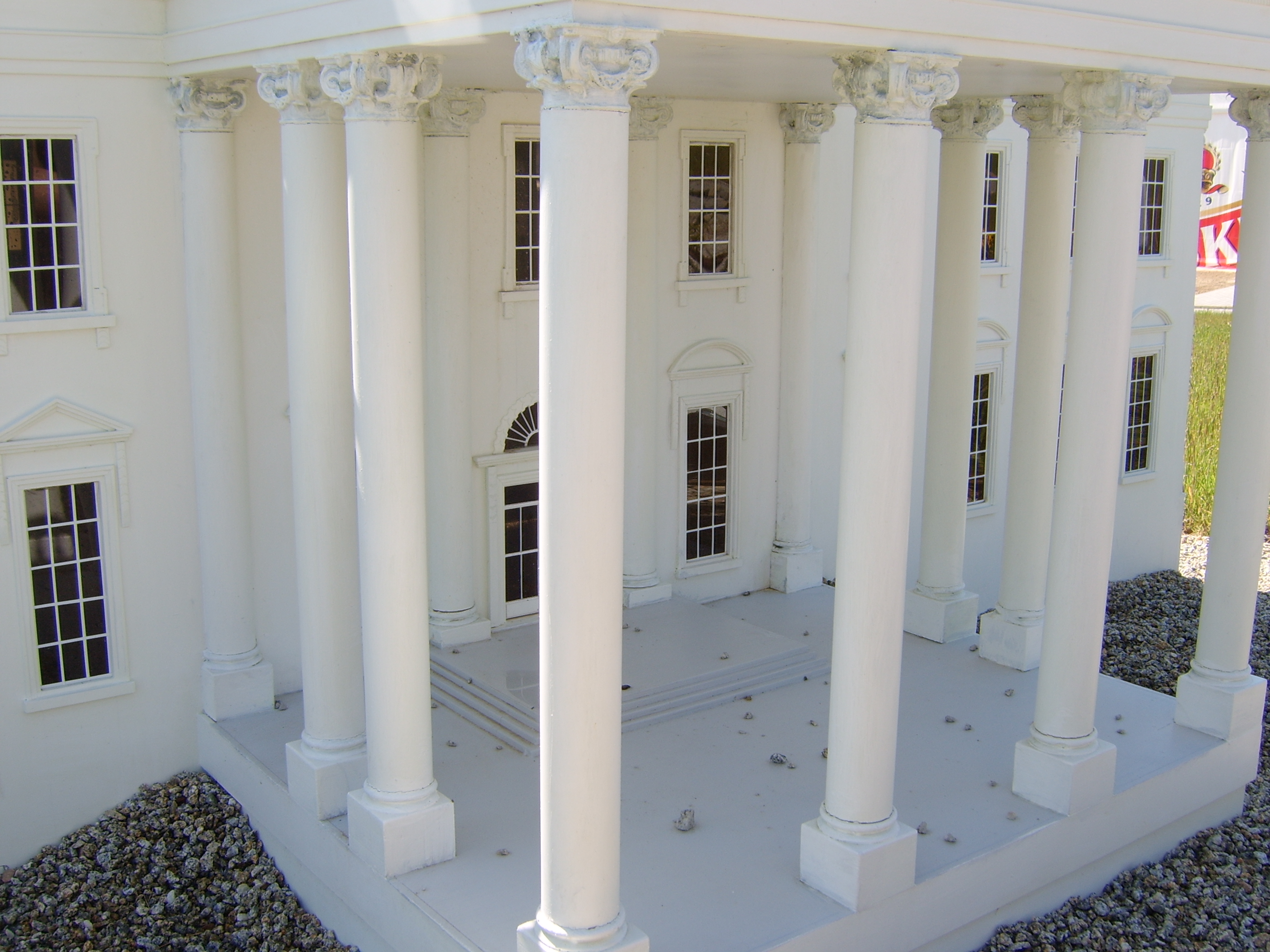
Biały Dom w Parku Miniatur

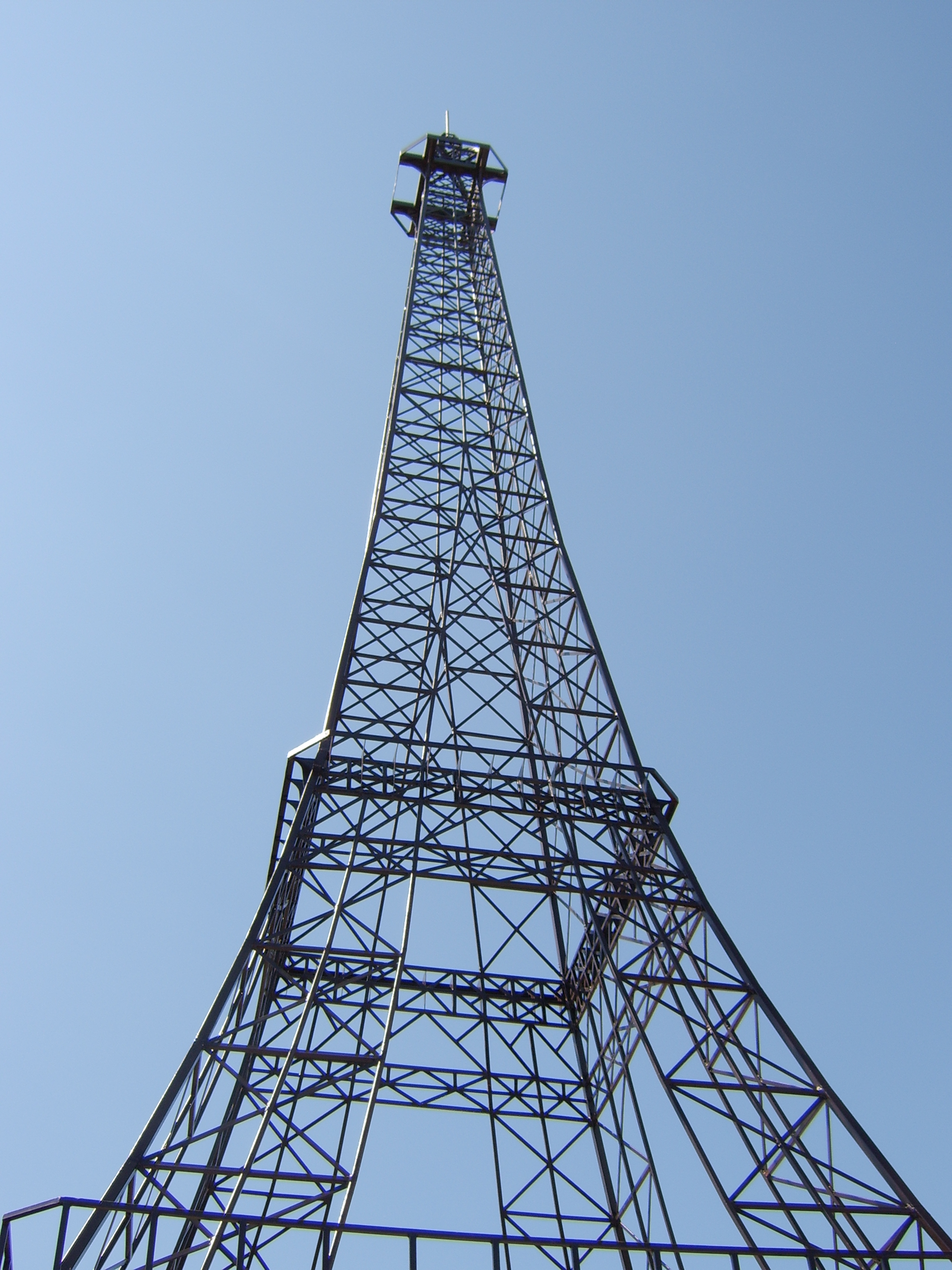
Wieża Eiffla w Parku Miniatur

Park Miniatur „Świat Marzeń” – otwarty 19 maja 2007 roku park miniatur o powierzchni 7,5 ha, położony we wsi Inwałd (gmina Andrychów, województwo małopolskie).

## Atrakcje

### Miniatury
W „Świecie Marzeń” znajdują się modele obiektów architektonicznych z całego świata, także z Polski, między innymi takie budowle jak: 
- Świątynia Akropolu,
- Koloseum,
- Krzywa Wieża w Pizie,
- Bazylika św. Piotra na Watykanie,
- Statua Wolności,
- Wielki Mur Chiński,
- Wieża Eiffla,
- Łuk triumfalny,
- Big Ben,
- Sfinks i piramidy
- Biały Dom,
- Mount Rushmore,
- Kompleks wenecki – bazylika św. Marka, plac św. Marka, dzwonnica św. Marka,
- Partenon,
- Zamek w Malborku,
- Sukiennice w Krakowie.

Większość miniatur została zbudowana w skali 1:25, dzięki czemu można łatwo porównać wielkość poszczególnych obiektów. Wyjątek stanowią:
- rzymska bazylika św. Piotra, która została wykonana w skali 1:15,
- oraz Kompleks wenecki (Projekt współfinansowany przez Unię Europejską w ramach Małopolskiego Regionalnego Programu Operacyjnego na lata 2007–2013) wykonany w skali 1:10.

### Kolejki górskie
W 2021 roku w należącym do kompleksu lunaparku znajdowała się jedna czynna kolejka górska, a inna została usunięta.
| # | Nazwa                  | Producent | Rok Otwarcia | Rok Zamknięcia | Typ                      | Źródło |
| - | ---------------------- | --------- | ------------ | -------------- | ------------------------ | ------ |
| 1 | Roller Coaster         | Analog    | 2010         | 2011           | stalowa                  | [ 2 ]  |
| 2 | Egipt Spinning Coaster | SBF Visa  | 2020         | –              | stalowy spinning coaster | [ 3 ]  |

### Inne
W Parku znajdują się również atrakcje lunaparkowe, m.in.: Sala Wielkich Klocków, Plac Zabaw, Auto Scooter, Diabelski Młyn, łódź piracka, małpi gaj, kolejka widokowa Farma, karuzela Beczułki, Egipt Horror Show, spływ Dzika Rzeka, Laser Arena i kino 5D.